# Полиньяк, Аглая де
Аглая Луиза Франсуаза Габриэль де Полиньяк (фр. Aglae de Polignac; 7 мая 1768, Версаль, Королевство Франция — 30 марта 1803, Эдинбург, Великобритания) — французская аристократка, герцогиня де Грамон и Гиш, дочь Иоланды де Поластрон, герцогини де Полиньяк, фаворитки королевы Марии-Антуанетты.

## Биография

### Происходение
Аглая де Полиньяк родилась 7 мая 1768 года в Версале в семье герцогини Иоланды де Полиньяк (1749—1793), фаворитки Марии-Антуанетты и её мужа Жюля де Полиньяка, 1-го герцога де Полиньяка (1746—1817). Она была старшим ребёнком в семье. Позже в семье родилось трое детей — Арман-Жюль-Мари-Ираклий де Полиньяк, 2-й герцог де Полиньяк (1771—1847), Жюль-Огюст-Арман-Мари де Полиньяк, 3-й герцог де Полиньяк (1780—1847) и Камиль Анри Мельхиор, граф де Полиньяк (1781—1855).
Её дедушкой и бабушкой по отцовской линии были маркиз Луи-Мелькиор-Арман де Полиньяк (1717—1792) и Диана Зефирина Манчини (1726—1755). А по материнской линии её дедушкой и бабушкой были граф Жан-Франсуа-Габриэль де Поластрон и Жанна Шарлотта Эро (1726—1753). Её бабушка Жанна Шарлотта была дочерью Рене Эро, лорда Фонтен-л'Аббата и Вокрессона (1691—1740) и Маргариты Дюри де Вьеккур (1700—1729).

### Придворная жизнь
Летом 1775 года её мать Иоланда де Полиньяк, была приглашена своей невесткой Луизой де Поластрон к королевскому двору, где была представлена вместе со своим мужем на официальном приёме королеве Марии-Антуанетте и королю Людовику XVI.
В Версальском дворце 11 июля 1780 года 12-летняя Аглая вышла замуж за Антуана-Луи-Мари де Грамона, герцога де Грамона и Гиша.

### Эмиграция
Уже в июле 1789 года её родители и братья уехали в эмиграцию, в которую вскоре она последовала со своей семьёй; её мать умерла в Вене 9 декабря 1793 года.
Затем она уехала, последовав за своим отцом в Россию, а затем за своими братьями в Великобританию, вслед за графом д'Артуа (будущим королём Карлом Х), в то время как её муж остался при дворе Людовика XVIII.
30 марта 1803 года Аглая де Полиньяк случайно погибла во время пожара в доме в Эдинбурге.
В 1825 году её тело было перенесено в склеп церкви в Бидаше, захоронение дома Грамон.

## Семья
В семье Антуана-Луи-Мари де Грамона и Аглаи де Полиньяк родилось трое детей:
- Арманда-Леони-Софи-Коризанда де Грамон (1782—1865) — вышла замуж за Чарльза Огастеса Беннета (1776—1859), лорда Оссалстона, графа Танкервиля.
- Аглая-Анжелика-Габриэль де Грамон (1787—1842) — вышла замуж за генерала Александра Львовича Давыдова (1773—1833), позже вышла замуж за графа Ораса Себястьяни (1772—1851).
- герцог Антуан Ираклий-Аженор де Грамон (1789—1855) — 9-й герцог де Грамон, 1818 году женился на Иде Гримо д'Орсе (1802—1882), дочери генерала Жана-Франсуа-Альбера Гримо, графа д'Орсе.